# Ahmednagar
Ahmednagar (oficiálně Ahilyanagar) je město v indickém státě Maháráštra. V roce 2011 zde žilo 350 905 obyvatel. V minulosti bylo centrem Ahmednagarského sultanátu, přičemž řada budov stojících ve městě pochází z tohoto období. Kromě toho se zde nachází také Pevnost Ahmednagar, ve které byl držen Džaváharlál Néhrú před úspěchem Indického hnutí za nezávislost. Kromě toho je město významné jako centrum cukrárenského průmyslu v regionu (je zde celkem 19 cukrovarů). Dominantním jazykem ve městě je maráthština. Přibližně 76 % obyvatel jsou hinduisté, 16 % muslimové, 4 % džinisté, 3 % křesťané a 1 % buddhisté. Město panuje v oblasti s teplým semiaridním podnebím. 